# یان جانسون
یان جانسون (انگلیسی: Jan Johnson؛ زادهٔ ۱۱ november ۱۹۵۰ – درگذشتهٔ ۲۳ فوریه ۲۰۲۵) ورزشکار دو و میدانی اهل ایالات متحده آمریکا بود.
یان جانسون در ۲۳ فوریه ۲۰۲۵، در سن ۷۴ سالگی درگذشت.
وی در مسابقات کشوری و بین‌المللی در مجموع برندهٔ ۱ مدال طلا، ۱ مدال برنز شده‌است.